# Comasagua
Comasagua ist eine Gemeinde (Municipio) im Departamento La Libertad in El Salvador.

## Geschichte
Die Siedlungsgeschichte von Comasagua geht auf die präkolumbianische Zeit der Pipilen Bevölkerung zurück. 1533 wurde das Gebiet durch die spanischen Conquistadores entdeckt. 1740 wurde der Ort am Rand der Cordillera del Bálsamo erstmals als Comatzahua, Cutmatzahuat in der Literatur erwähnt. In einem kommunalen Bericht vom 20. November 1860 wird aufgeführt, dass zu dieser Zeit rund 500 Menschen in der Gemeinde lebten und es 205 Häuser und zwei Kirchen gab. Mit dem Gesetz vom 28. Januar 1865 wurde die Gemeinde ein Teil des politisch-administrativen Bezirks von Nueva San Salvador und La Libertad.
1890 hatte Comasaqua 1.895 Einwohner. 1924 erhielt Comasaqua die Stadtrechte (Villa). Am 13. Januar 2001 wurde die Stadt durch ein Erdbeben mit der Stärke 7,6 (Richterskala) schwer beschädigt.
Bei der Volkszählung Ende 2013 wurden 12.839 Einwohner registriert. Die Gemeinde umfasst eine Fläche von 75,05 km² und liegt auf einer Höhe von 1070 Metern (msnm). 74,75 km² entsprechen dem ländlichen Raum. Der Stadtkern hat eine Fläche von 0,3 km².

## Wirtschaft
Comasagua war und ist heute noch eine Siedlung der Bauern, deren Vorfahren Balsampflanzen anbauten und Balsam-Produkte herstellten, später folgte dann auch der Anbau von Kaffee. Die wirtschaftliche Aktivität wird durch weitere landwirtschaftliche Produktionen ergänzt, wie zum Beispiel: Aufzucht von Rindern, Schweinen, Pferden, Maultieren und Geflügel.

## Sehenswertes
Zu den touristischen Attraktionen in der Umgebung gehören Besuche der Kaffeeplantagen mit einem Lehrpfad, der den Prozess vom Anbau bis zur Ernte zeigt, und der Besuch der Finca San Ernesto mit dem einzigen gut erhaltenen kolonialen Gutshaus in der Gegend sowie die Stadtpfarrkirche St. Matthäus und das Haus der Kultur im Zentrum der Stadt.
Der den Ort umgebende kühle subtropische Regenwald enthält zahlreiche bemerkenswerte Baumarten, wie Balsambäume, Mispel und Zedern, Eiche, Nussbaum, Zypressen und Pinien. Die wichtigsten Flüsse und Bäche in der hügeligen Ortsnähe sind der San Antonio, El Refugio, Cuyanigua und La Máquina.